# Strada di Fiume
Strada di Fiume è una delle principali arterie stradali della città di Trieste. È così nominata poiché era la principale via che dal centro del capoluogo giuliano conduceva sulla strada statale 14 della Venezia Giulia (ai tempi Mestre-Fiume, ora limitata al Valico di Pesek dopo i vari conflitti bellici).

## Percorso
Inizia in Largo dei Pestalozzi a pochi passi ad est dal centro di Trieste, come continuo di quella che ora si chiama Via del Mulino a Vento.
Continua verso est sino a passare al di sopra della Ferrovia Jesenice-Trieste e la relativa Stazione di Rozzol-Montebello e l'ippodromo di Montebello. Prosegue parallelamente ai rioni di Rozzol e Cattinara sino all'innesto sulla strada statale 15 racc, lo svincolo con la statale 202 Triestina e la grande viabilità triestina.
Dopo aver toccato il colle Monbeu prosegue ed incontra l'Ospedale di Cattinara, dopo essere uscita dall'abitato di Trieste e reincontra la statale 202. Si espande verso nord sino all'innesto sulla statale 14 della Venezia Giulia.